# Schwedische Kreuzzüge
Als schwedische Kreuzzüge wird die schwedische Expansionspolitik nach Finnland bezeichnet. Diese Kreuzzüge wurden von Schweden mit dem Ziel durchgeführt, Finnland zu erobern. Diese Unternehmungen hatten auch den Zweck, die Vorherrschaft der Republik Nowgorod im Ostseeraum zurückzudrängen.

## Erster schwedischer Kreuzzug

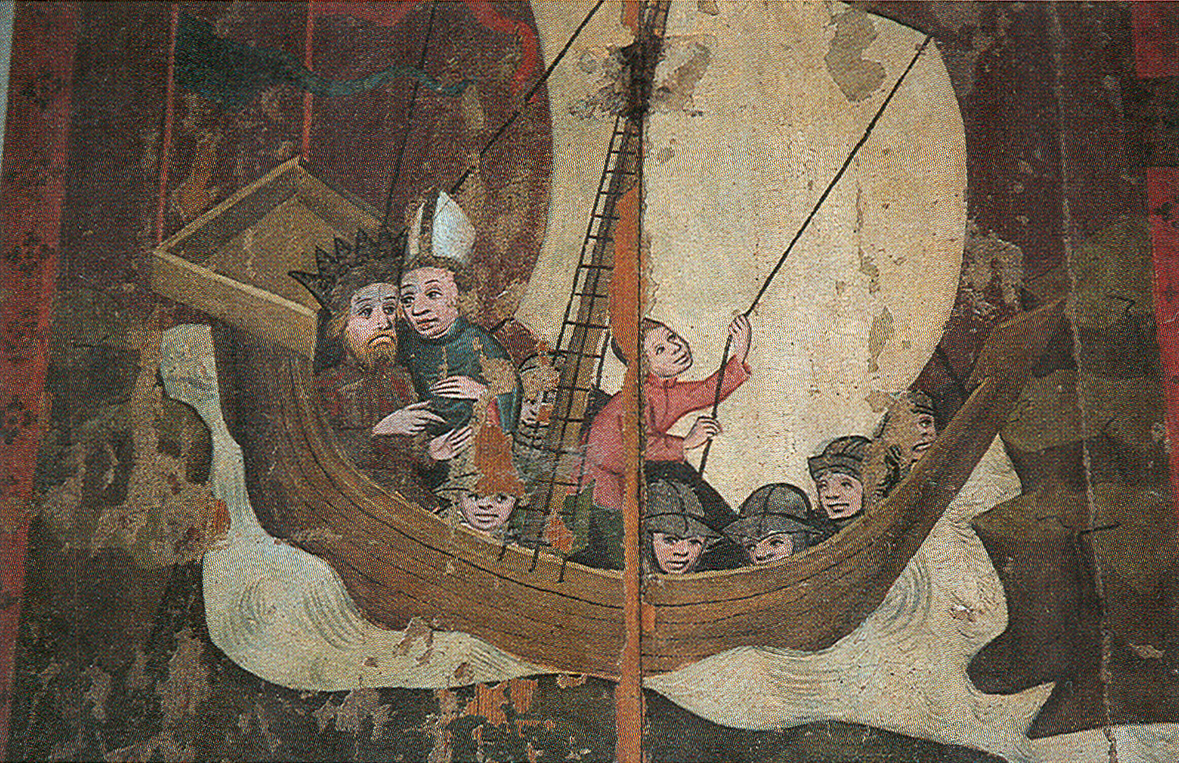
Erik IX. und Bischof Heinrich von Uppsala auf dem Weg nach Finnland (spätmittelalterliche Darstellung aus Uppland)

Der Erste schwedische Kreuzzug fand angeblich in den 1150er Jahren statt, seine Historizität wird in Geschichtswissenschaft vielfach bezweifelt. Mit dem Kriegszug soll Schweden Finnland erobert und die heidnischen Finnen zum Christentum bekehrt haben.
Der Kreuzzug wird dem später heiliggesprochenen König Erik IX. von Schweden zugeschrieben. Bischof Heinrich von Uppsala soll den König auf diesem Zug begleitet haben, um in Finnland eine Kirchenorganisation aufzubauen. Nach seinem gewaltsamen Tod wurde er als Märtyrer heiliggesprochen.
Möglicherweise handelte es sich beim ersten schwedischem Kreuzzug in Wirklichkeit um eine Auseinandersetzung zwischen Schweden und der Republik Nowgorod. Es wird aber auch vermutet, dass es sich einfach um eine Rückprojektion des Zweiten Kreuzzuges handelt, um den zum Nationalheiligen gewordenen schwedischen König damit in Verbindung zu bringen.
Dieser erste schwedische Kreuzzug führte 1157 zwar zur Errichtung der Stadt Turku (Åbo), doch über die Küste des "eigentlichen Finnland" kamen die schwedischen Eroberer zunächst nicht hinaus, und auch die Christianisierung der Finnen erlitt mit der Ermordung des Bischofs Heinrich von Uppsala schon 1160 einen Rückschlag.

## Zweiter schwedischer Kreuzzug
Der Zweite schwedische Kreuzzug fand wahrscheinlich in den Jahren 1249–1250 statt. Auch hier sind die historischen Hintergründe nicht vollständig bekannt, zuvor hatte es jedenfalls 1237 einen finnischen Aufstand gegeben. Dieser Kreuzzug wurde von Birger Jarl angeführt.
Mehrere Burgen in Finnland sollen im Rahmen dieses Kreuzzuges gegründet worden sein. Zu ihnen gehören: Burg Häme (Tavastehus), Burg Hakoinen (Janakkala) und Burg Turku (Åbo). Damit wollten die schwedischen Könige der Folkunger die Herrschaft über Finnland stärken, dessen Küstenregion zum festen Bestandteil Schwedens wurde.
Die Christianisierung Finnlands war mit der Gründung des Domkapitels Turku 1276 formell abgeschlossen.

## Dritter schwedischer Kreuzzug
Der Dritte schwedische Kreuzzug war eine schwedische militärische Expedition nach Karelien im Jahr 1293 unter Führung von Torgils Knutsson, das von der Republik Nowgorod beherrscht wurde. Im Rahmen der Expedition wurde Burg Wiborg erbaut und Westkarelien blieb bis zum Frieden von Nystad 1721 unter schwedischer Herrschaft.
Die Grenze zwischen beiden Mächten und damit die Ostgrenze Finnlands wurde erstmals 1323 im Vertrag von Nöteborg festgelegt. Sie wurde auch nach 1721 als Landschaftsgrenze verstanden und fungierte nach der Errichtung des russischen Großfürstentums Finnland wiederum als dessen Ostgrenze.